# Tuula Okkola
Tuula Okkola (* 17. Februar 1960 in Ljubljana als Tuula Sundman) ist eine ehemalige finnische Fußballspielerin jugoslawischer Herkunft.

## Karriere

### Vereine
Okkola spielte im Seniorinnenbereich zunächst für den in Kuopio ansässigen Koparit Kuopio in der Suomen mestaruussarja (SM-sarja), der unter diesem Namen seinerzeit höchsten Spielklasse im finnischen Frauenfußball. Ihr zweiter Verein befand sich in der Hauptstadt des Landes; mit dem Helsingin jalkapalloklubi gewann sie während ihrer Zugehörigkeit dreimal die Meisterschaft und zweimal den nationalen Vereinspokal – einzig im Spieljahr 1986 gelang das Double. Ihre Spielerkarriere ließ sie abschließend in der Frauenfußballabteilung des FC Lahti ausklingen.

### Nationalmannschaft
Okkola bestritt in elf Jahren 43 Länderspiele für den SPL. Vom 7. Juli 1978 bis zum 4. September 1988 bestritt sie zwei Spiele bei der inoffiziellen Europameisterschaft mit der 1:3-Niederlage gegen die Nationalmannschaft Englands in Neapel und mit dem 1:1-Unentschieden gegen die Schweizer Nationalmannschaft in Scafati, neun in Freundschaft ausgetragene Länderspiele, 14 Turnierspiele bei ihren fünf Teilnahmen um die Nordische Meisterschaft und 18 EM-Qualifikationsspiele, jeweils alle sechs in der jeweiligen Gruppe 1 (1982/83, 1984–1986, 1987/88).
Ihr erstes Länderspiel war das erste Spiel im Turnier um die Nordische Meisterschaft 1978 am 7. Juli in Kolding bei der 0:4-Niederlage gegen die Nationalmannschaft Dänemarks. Ihr erstes Länderspieltor gelang ihr am 9. Juli in Vejle mit dem 1:0-Siegtor gegen die Nationalmannschaft Norwegens im dritten Turnierspiel. Drei ihrer insgesamt vier Länderspieltore erzielte sie jeweils in EM-Qualifikationsspielen (3:0 vs. Island am 27. August 1983 in Porvoo, 1:1 vs. Dänemark am 24. Oktober 1984 in Odense, 3:3 vs. Norwegen am 10. September 1987 in Kerava). Ihr letztes Länderspiel endete in London mit dem 1:1-Unentschieden gegen die Nationalmannschaft Englands mit dem letzten Spiel der EM-Qualifikationsgruppe 1.

## Erfolge und Auszeichnung
- Finnischer Meister 1986, 1987, 1988
- Finnischer Pokal-Sieger 1985, 1986
- Fußballspielerin des Jahres 1984 (noch unter dem Namen Tuula Sundman)